# Frontiers Music
Pour les articles homonymes, voir Frontiers.
Frontiers Music, anciennement Frontiers Records, est un label indépendant italien de hard rock,,, basé à Naples. Fondé en 1996 par Serafino Perugino, le label est spécialisé dans le rock, l'AOR, le rock progressif, et le heavy metal.

## Histoire

Ancien logo de Frontiers Records.

En 1996, Serafino Perugino commence à travailler dans l'industrie musicale en tant que distributeur italien pour de nombreux artistes dans le domaine du classic rock et acquiert une excellente réputation dans ce domaine. En 1998, cette réputation lui permet de lancer Frontiers Records. La première sortie du nouveau label est le double album live Never Say Goodbye du groupe de hard rock britannique Ten.
Outre l'engagement de Frontiers Records à gérer de nouveaux artistes dans le genre, le label est devenu un label de premier plan dans le circuit de la nostalgie du rock classique avec une liste qui comprend plusieurs groupes et artistes de classic rock bien connus, tels que Little River Band, Jeff Lynne, Winger, Styx, Toto, Yes, Joe Lynn Turner, Journey, Thunder, Survivor, Glenn Hughes, House of Lords, Crush 40, Hardline, Jeff Scott Soto, Whitesnake, Boston, FM, et Blue Öyster Cult.
En décembre 2010, Frontiers Records conclut un contrat de vente avec EMI pour la distribution aux États-Unis et au Canada, qui entre en vigueur en janvier 2011,. Après le rachat d'EMI par Universal Music Group (UMG), Caroline, une société d'UMG, se charge de la distribution aux États-Unis. Depuis janvier 2017, Sony Music ou son distributeur de labels indépendants RED Music commence à distribuer les albums de Frontiers Records sur certains marchés clés tels que les États-Unis, le Canada, l'Australie et la Nouvelle-Zélande. Caroline Distribution (désormais Virgin Music Label and Artist Services) poursuit la distribution au Royaume-Uni, tandis que dans les autres parties du monde, les labels indépendants distribuent les albums de Frontiers Records. La distribution exclusive en Grèce est assurée par Infinity Entertainment IKE.
Le producteur, chanteur, claviériste, auteur-compositeur et ingénieur du son italien Alessandro Del Vecchio est le producteur interne du label. En 2018, le label ajoute le groupe Quiet Riot à sa liste d'artistes.
Il n'est pas exactement possible de savoir à quel moment Frontiers Records s'est rebaptisé Frontiers Music, mais certains pensent que cela s'est produit en 2014.

## Groupes et artistes
- Airrace
- Allen/Lande
- Ambition
- Andersen/Laine/Readman
- Asia
- Avalon
- Bad Habit
- Bad Moon Rising
- Big Deal
- Blue Öyster Cult
- Brazen Abbot
- Bob Catley
- Circus Maximus
- Cosmo
- Crown of Thorns
- Crush 40
- Danger Danger
- Danny Vaughn
- Dark Lunacy
- Dirty Shirley
- Fair Warning
- False Memories
- Forty Deuce
- From the Inside
- Generation Radio
- Genius
- Giant
- Giuntini Project (en)
- Glenn Hughes
- Hardline
- Hartmann
- House of Lords
- Icon
- Inglorious
- Jaded Heart
- James Christian (en)
- Jean Beauvoir
- Jeff Scott Soto
- Jim Peterik (en)
- Jizzy Pearl (2016)[8]
- Joe Lynn Turner
- John Waite
- John West (en)
- Jørn
- Journey
- Kelly Keagy
- Khymera
- King Kobra
- Kingdom Come
- Kip Winger
- Lana Lane
- Leverage
- Lunatica
- Michael Kiske
- Michael Sembello
- Mike Tramp
- Mollo/Martin
- On the Rise
- Philip Bardowell
- Pink Cream 69
- Place Vendome
- Praying Mantis
- Pretty Maids
- Pride of Lions
- Richie Kotzen
- Ring of Fire
- Robin Beck
- Royal Hunt
- Saint Deamon
- Seventh Key (en)
- Seven Tears
- Shark Island
- Shaw
- Shooting Star
- Soul Doctor
- Soul SirkUS
- Spread Eagle
- Stan Bush
- Starbreaker
- Styx
- Sunstorm
- Survivor
- Tak Matsumoto Group
- Talisman
- Ten
- The Dark Element
- The Mob
- Thunder
- Tony O'Hora
- Toto
- Tramp's White Lion
- Valentine
- Vertigo
- Voodoo Hill
- Whitesnake
- Winger
- Yes
- The Insues
- Zion